# Wonder Woman
Wonder Woman je izmišljena superjunakinja koju su stvorili američki psiholog i pisac William Moulton Marston (pod pseudonimom Charles Moulton) i umjetnik Harry G. Peter 1941. godine za DC Comics. Marstonova supruga Elizabeth i njihova životna partnerica Olive Byrne zaslužne su za inspiraciju njezina izgleda. Ona je jedna od prvih superheroja DC Comicsa i jedna od najmoćnijih superheroja svih vremena.
Wonder Woman se pojavljuje u američkim stripovima koje objavljuje DC Comics. Ona se prvi put pojavila u stripu All Star Comics #8, objavljenom 21. listopada 1941., dok je svoju prvu glavnu priču imala u Sensation Comics #1 u siječnju 1942. Strip Wonder Woman DC Comics gotovo neprekidno izlazi od tada. U svojoj domovini, otočnoj naciji Themysciri, njezin službeni naslov je princeza Diana od Themyscire. Kada se prikriva među ljudima izvan svog doma, ponekad koristi civilni identitet Diana Prince.
Njezina najpoznatija priča o podrijetlu potječe iz Zlatnog doba stripova i govori da ju je njezina majka, kraljica Hippolyta, oblikovala od gline te da joj je život podaren uz supermoći kao dar grčkih bogova. Druge verzije njezine priče kažu da je biološka kći Zeusa i Hippolyte, što je čini poluboginjom. Tijekom desetljeća lik se mijenjao – u kasnim 1960-ima kratko je izgubila svoje moći, dok joj je u 1980-ima umjetnik George Perez dao atletskiji izgled i više naglasio njezino amazonsko nasljeđe. Wonder Woman posjeduje niz magičnih predmeta, uključujući Lasso istine, par neuništivih narukvica, tijaru koja može služiti kao projektil, te u starijim pričama različite uređaje temeljene na amazonskoj tehnologiji.
Wonder Woman je stvorena tijekom Drugog svjetskog rata; u pričama je isprva prikazana kako se bori protiv sila Osovine i raznih šarenih superzlikovaca, no s vremenom su njezine priče sve više uključivale likove, božanstva i čudovišta iz grčke mitologije. Mnoge priče prikazuju kako se oslobađa iz zarobljeništva, suprotstavljajući se stereotipu "dama u nevolji" koji je tada bio uobičajen u stripovima. Tijekom godina stekla je brojne neprijatelje koji žele njezinu propast, uključujući klasične zlikovce poput Aresa, Circe, Doktorice Poison, Gigante, Blue Snowmana i Doktorice Cyber, kao i novije protivnike poput Veronice Cale i First Borna, dok je njezina najveća suparnica Cheetah. Wonder Woman se također redovito pojavljuje u stripovima koji prikazuju superherojsku ekipu Justice Society (od 1941.) i Justice League (od 1960.).
Wonder Woman je postala arhetipski lik u popularnoj kulturi i prepoznata je širom svijeta, dijelom zahvaljujući brojnim adaptacijama u televiziji, filmu, animaciji, odjeći, suvenirima, videoigrama i igračkama. Njezin dan, Wonder Woman Day, obilježava se svake godine 21. listopada, na godišnjicu njezina prvog pojavljivanja. Njezin glas u animiranim adaptacijama posudile su brojne glumice, uključujući Shannon Farnon, Susan Eisenberg, Maggie Q, Lucy Lawless, Keri Russell, Rosario Dawson, Cobie Smulders, Rachel Kimsey i Stana Katic. U filmovima i televiziji Wonder Woman su utjelovile Linda Harrison, Cathy Lee Crosby, Lynda Carter, Megan Gale, Adrianne Palicki, te u filmovima DC Extended Universea Gal Gadot.